# 앙헬라 몰리나
앙헬라 몰리나(Ángela Molina, 1955년 10월 5일 ~ )는 스페인의 배우이다. 1986년 영화 《붉은 무대》로 다비드 디 도나텔로상 여우주연상을 받음으로써, 다비드 디 도나텔로상을 수상한 첫 번째 외국 여배우가 되었다.

## 출연 작품
- 아니마스 (2018)
- 엑설레이션 (2018)
- 나의 마지막 수트 (2017)
- 잃어버린 형제 (2016)
- 티니: 더 빅 체인지 오브 비올레타 (2016)
- 유 캔트 세이브 유어셀프 어론 (2015)
- 데이 다이드 비욘드 데어 민스 (2014)
- 신의 이름으로 (2014)
- 라스팅 (2013)
- 오렌지 허니 (2012)
- 아마로 아모레 (2012)
- 백설공주의 마지막 키스 (2012)
- 내 슬픈 창녀들의 추억 (2011)
- 그란 레세르바 (2010)
- 더 웨이 (2010)
- 네온 플레쉬 (2010)
- 바리아 (2009)
- 브로큰 임브레이스 (2009)
- S 중독자의 고백 (2008)
- 어 캐슬 인 스페인 (2007)
- 종달새 농장 (2007)
- 나무 상자 (2006)
- 언노운 우먼 (2006)
- 보르히아:역사상 가장 타락한 교황 (2006)
- 노웨어 (2002)
- 피에드라스 (2002)
- 도살 (2002)
- 안나스 썸머 (2001)
- 윈드 위드 더 곤 (1998)
- 라이브 플래쉬 (1997)
- 오이디프스 (1996)
- 짐렛 (1995)
- 1492 콜럼버스 (1992)
- 천사들 (1990)
- 사랑과 예술의 나날들 (1989)
- 라우라 (1987)
- 황금의 거리 (1986)
- 붉은 무대 (1986)
- 세뇨라 로라 (1986)
- 장군 가리발디 (1986)
- 쿼바디스 (1984)
- 굿 뉴스 (1979)
- 오그로 (1979)
- 블랙 리터 (1977)
- 욕망의 모호한 대상 (1977)